# Yuendumu Airport
Yuendumu Airport är en flygplats i Australien. Den ligger i kommunen Central Desert och territoriet Northern Territory, omkring 1 100 kilometer söder om territoriets huvudstad Darwin.
Trakten runt Yuendumu Airport är nära nog obefolkad, med mindre än två invånare per kvadratkilometer..
Omgivningarna runt Yuendumu Airport är i huvudsak ett öppet busklandskap. Genomsnittlig årsnederbörd är 385 millimeter. Den regnigaste månaden är januari, med i genomsnitt 104 mm nederbörd, och den torraste är augusti, med 1 mm nederbörd.